# Kronofogden knackar på
Kronofogden knackar på (engelska: Can't Pay? We'll Take it Away!) är ett brittiskt dokumentärprogram på Channel 5 som hade premiär den 24 februari 2014. I programmet får man följa med den brittiska kronofogden då den besöker familjer för att göra utmätningar och driva in skulder. Programmet kommenteras av Jason Done.